# Обрушение моста в Эчжоу
Обрушение моста в Эчжоу — обрушение пролёта одностоечного пандусного моста (эстакады) скоростной автомагистрали длиной около 500 метров в городе Эчжоу провинции Хубэй в Китае 18 декабря 2021 года, при котором погибли четыре человека, восемь получили травмы.

## Обстоятельства
Обрушение 500-метрового участка моста скоростной автотрассы, стоящего на одностоечных железобетонных опорах, произошло 18 декабря 2021 года в 15:36 по местному времени (10:36 мск), когда на него въехал перегруженный грузовик весом 198 тонн, что в 4 раза превышало допустимую нагрузку. Под весом грузовика полотно моста, сохраняя свою целостность практически по всему 500-метровому участку, накренилось на одну сторону и перевернулось почти на 90 градусов, упало на ребро и заблокировало расположенную под ним другую скоростную трассу. При падении перегруженный грузовик разломился на две части и увлёк за собой вниз два других грузовика, а один легковой автомобиль, проезжавший в это время под мостом по нижней скоростной трассе, оказался раздавленным рухнувшим мостом.
Во время аварии на мосту работало неизвестное количество людей, осуществлявших «мелкомасштабное строительство». Погибло четыре человека, ещё восемь были госпитализированы с травмами.
Эстакада длиной 731 метр и шириной 13 метров, соединяющая скоростные трассы Шанхай — Чунцин протяженностью 1,9 тыс. км и Дацин — Гуанчжоу, была введена в эксплуатацию 28 сентября 2010 года.
Недавний подобный случай произошёл в Китае в октябре 2019 года, когда три автомобиля оказались придавлены обрушившейся эстакадой в городе Уси в восточной провинции Цзянсу, что привело к гибели трёх и ранению двух человек, где причиной обрушения также стал перегруженный грузовик.